# Liste der Namenstage/Z
| Vorname   | Geschlecht | Datum                 |
| --------- | ---------- | --------------------- |
| Zacharias | m          | 15. März, 5. November |
| Zeno      | m          | 12. April             |
| Zita      | w          | 27. April             |
| Zoe       | w          | 14. Januar            |
| Zoticus   | m          | 31. Dezember          |